# Джинны (фильм)
«Джинны» (фр. Djinns) — французский мистический военный боевик 2010 года, от режиссёров Юга и Сандры Мартенов. Съёмки фильма проходили в Марокко.

## Сюжет
Действие в фильме происходит в 1960 году на юге Алжира. Небольшой отряд французского Иностранного легиона отправлен на поиски пропавшего самолёта с военными на борту. Главный герой Мишель (Грегуар Лепренс-Ренге) — обычный молодой солдат, который снимает боевые действия на камеру.
Спустя примерно сутки поисков они обнаруживают место крушения самолёта и среди погибших находят кейс с неизвестным содержимым, который пристегнут наручниками к одному из трупов. Похоронив погибших, отряд попадает под обстрел группы местных партизан и, потеряв двоих бойцов, отступает вглубь пустыни. Вскоре начинается песчаная буря, вынуждающая их сделать привал, во время которого начинают происходить странные события, в итоге отряд лишается ещё одного бойца. По окончании бури они выходят на поселение феллахов и решают провести его обыск с целью обнаружения скрывающихся партизан.
Во время обыска гибнет молодая женщина, что приводит к конфликту среди группы солдат и ещё большему беспокойству среди жителей деревни. Тем временем Мишелю случайно удаётся захватить в плен всех партизан и привести их в поселение.
Допросы партизан не дают никаких существенных результатов. Ночью в поселение проникают джинны, которых может видеть только Мишель и местная женщина, называющая себя ведьмой. Они начинают сводить всех солдат с ума, вызывая к жизни их самые сокровенные страхи.
На следующую ночь большинство солдат окончательно теряют рассудок и начинают убивать друг друга, в живых остаются только Мишель, ещё один солдат — Малович и двое партизан. Впоследствии Мишель вынужден остаться с жителями поселения для их защиты, так как в результате ночных событий погибает женщина-ведьма, а Малович должен доставить кейс до места назначения. Это ему удаётся, хотя его рассказу никто не поверил и о поселении в том районе тоже никто не слышал. В кейсе находится приказ де Голля о начале ядерных испытаний.

## В ролях
| Актёр                 | Роль                   |
| --------------------- | ---------------------- |
| Грегуар Лепренс-Ренге | рядовой Мишель         |
| Тьерри Фремон         | старший сержант Вакард |
| Саид Тагмауи          | глава партизан Аруи    |
| Сирил Раффаэлли       | рядовой Лувье          |
| Орельен Вик           | рядовой Сария          |
| Стефан Дебак          | рядовой Дюрье          |
| Маттиас Ван Каш       | рядовой Малович        |
| Грегори Кюидель       | рядовой Макс           |
| Эммануэль Бонами      | снайпер Балланг        |